# Rəhimağalı
Rəhimağalı è un comune dell'Azerbaigian situato nel distretto di Ağsu. Conta una popolazione di 123 abitanti.